# 232 a.C.

## Eventos
- Marco Emílio Lépido e Marco Publício Maleolo, cônsules romanos.